# Robert Del Naja
Robert Del Naja (* 21. ledna 1965, Bristol, Anglie), také známý jako 3D, je zpěvák, a zároveň jeden ze zakládajících členů anglické hudební skupiny Massive Attack. Původně byl známý jako graffiti umělec a člen bristolské kapely The Wild Bunch.
V roce 2017 se objevily spekulace, že jde také o jednoho z nejznámějších graffiti umělců, který si říká Banksy.